# Tour de Picardie
Il Tour de Picardie (it. Giro di Piccardia) era una corsa a tappe maschile di ciclismo su strada, organizzata con cadenza annuale dal 1936 al 2016 nella fu regione della Piccardia, nel nord della Francia.

## Storia
La prima edizione risale al 1936 sotto il nome di Tour de l'Oise. Organizzata nuovamente dal 1950, ha sempre portato questo nome, eccetto per le edizioni 1976 e 1977, denominate Tour de l'Oise et de la Somme, fino al 2000, quando le venne dato il nome di Tour de l'Oise et de la Picardie. Nel 2001 assunse il suo nome attuale. Dal 2005 al 2016 fu inclusa nel calendario del circuito UCI Europe Tour come prova di classe 2.1.
Tra 1953 e 1965 si svolse una corsa omonima, che sostituiva il Grand Prix du Courrier Picard.

## Albo d'oro
Aggiornato all'edizione 2016.
| Anno                             | Vincitore               | Secondo                 | Terzo                          |                |
| Tour de l'Oise                   | Tour de l'Oise          | Tour de l'Oise          | Tour de l'Oise                 | Tour de l'Oise |
| -------------------------------- | ----------------------- | ----------------------- | ------------------------------ | -------------- |
| 1936                             | Marcel Blanchon         | Robert Renonce          | Bernard Masson                 |                |
| 1937                             | Gaston Grimbert         | Auguste Mallet          | Max Harmand                    |                |
| 1938                             | Lucien Le Guevel        | Jean Goujon             | Fabien Galateau                |                |
| 1939                             | André Desmoulins        | Aloïs Delchambre        | Robert Godart                  |                |
| 1940-49                          | non disputato           | non disputato           | non disputato                  |                |
| 1950                             | Simon Hyz               | Raymond Heagel          | Jean Mage                      |                |
| 1951                             | Pierre Lagrange         | Maurice Monier          | Serge Kreher                   |                |
| 1952                             | Raymond Komor           | Gilbert Loof            | Pierre Pardoen                 |                |
| 1953                             | Alfred Tonello          | Gilbert Loof            | Roger Bertaz                   |                |
| 1954                             | Jean Bellay             | Max Lefebvre            | Pierre Gaudot & Gilbert Bauvin |                |
| 1955                             | Lucien Gillen           | Marcel Ernzer           | Willy Kemp                     |                |
| 1956                             | Louis Caput             | Roger Chupin            | Maurice Baele                  |                |
| 1957                             | Jean Stablinski         | André Dupré             | Maurice Moucheraud             |                |
| 1958                             | Joseph Thomin           | Louis Kosec             | Jean Bellay                    |                |
| 1959                             | Joseph Wasko            | Jean-Claude Gret        | Klaus Bugdahl                  |                |
| 1960                             | Jo de Haan              | Bernard Viot            | Julien Schepens                |                |
| 1961                             | Jaime Alomar            | Joseph Wasko            | Dieter Puschel                 |                |
| 1962                             | André Bar               | Horst Oldenburg         | Joseph Thomin                  |                |
| 1963                             | Klaus Bugdahl           | Seamus Elliott          | Anatole Novak                  |                |
| 1964                             | Winfried Bölke          | Ferdinand Bracke        | Jean-Pierre Van Haverbeke      |                |
| 1965                             | Seamus Elliott          | Christian Raymond       | Daniel Salmon                  |                |
| 1966                             | Hubert Niel             | Jean-Claude Lefebvre    | Barry Hoban                    |                |
| 1967                             | Peter Glemser           | Guy Ignolin             | José Samyn                     |                |
| 1968                             | Walter Boucquet         | Barry Hoban             | Léopold Van Den Neste          |                |
| 1969                             | José Samyn              | Willy Planckaert        | Bernard Guyot                  |                |
| 1970                             | Frans Verbeeck          | Léo Duyndam             | Davide Boifava                 |                |
| 1971                             | André Dierickx          | Barry Hoban             | Roland Berland                 |                |
| 1972                             | Cyrille Guimard         | José Catieau            | Alain Santy                    |                |
| 1973                             | Alain Santy             | Michel Perin            | Daniel Rebillard               |                |
| 1974                             | Robert Mintkiewicz      | Jean-Jacques Fussien    | Maurice Dury                   |                |
| 1975                             | Dietrich Thurau         | Gerrie Knetemann        | Willy Teirlinck                |                |
| 1976                             | Emiel Gijsemans         | Régis Delepine          | Jean Chassang                  |                |
| 1977                             | Willy Teirlinck         | Willem Peeters          | Emiel Gijsemans                |                |
| 1978                             | Willy Teirlinck         | Jacques Bossis          | Dominique Sanders              |                |
| 1979                             | Bernard Hinault         | Yvon Bertin             | Jean Chassang                  |                |
| 1980                             | Patrick Bonnet          | Jean-René Bernaudeau    | Jean-François Pescheux         |                |
| 1981                             | Jean-Luc Vandenbroucke  | Patrick Bonnet          | Marc Madiot                    |                |
| 1982                             | Gilbert Duclos-Lassalle | Jean-Luc Vandenbroucke  | Étienne De Wilde               |                |
| 1983                             | Pascal Jules            | Gilbert Duclos-Lassalle | Étienne De Wilde               |                |
| 1984                             | Allan Peiper            | Stephen Roche           | Nico Emonds                    |                |
| 1985                             | Jozef Lieckens          | Francis Castaing        | Pascal Jules                   |                |
| 1986                             | Gilbert Duclos-Lassalle | Michel Vermote          | Erik McKenzie                  |                |
| 1987                             | Jelle Nijdam            | Jos Lammertink          | Steve Bauer                    |                |
| 1988                             | Steve Bauer             | Jürg Bruggmann          | Jan Goessens                   |                |
| 1989                             | Andreas Kappes          | Jelle Nijdam            | Mathieu Hermans                |                |
| 1990                             | Hendrik Redant          | Ralph Moorman           | Eddy Schurer                   |                |
| 1991                             | Wilfried Nelissen       | Thierry Marie           | Francis Moreau                 |                |
| 1992                             | Thierry Marie           | Luc Leblanc             | Miguel Indurain                |                |
| 1993                             | Frédéric Moncassin      | Eddy Seigneur           | Edwig Van Hooydonck            |                |
| 1994                             | Miguel Indurain         | Eddy Seigneur           | Emmanuel Magnien               |                |
| 1995                             | Jelle Nijdam            | Chris Boardman          | Jacky Durand                   |                |
| 1996                             | Philippe Gaumont        | Laurent Desbiens        | Chris Boardman                 |                |
| 1997                             | non disputato           | non disputato           | non disputato                  |                |
| 1998                             | Aleksandr Vinokurov     | Lauri Aus               | Frédéric Gabriel               |                |
| 1999                             | Jaan Kirsipuu           | Marc Streel             | Marco Milesi                   |                |
| Tour de l'Oise et de la Picardie |                         |                         |                                |                |
| 2000                             | Michael Sandstød        | Martin Rittsel          | Jorgen-Bo Petersen             |                |
| Tour de Picardie                 |                         |                         |                                |                |
| 2001                             | Olivier Asmaker         | Arvis Piziks            | Linas Balčiūnas                |                |
| 2002                             | Michael Sandstød        | Jacky Durand            | Olivier Asmaker                |                |
| 2003                             | David Millar            | Juan Carlos Domínguez   | Bradley McGee                  |                |
| 2004                             | Tom Boonen              | Jimmy Casper            | Stefan Van Dijk                |                |
| 2005                             | Janek Tombak            | Ludovic Auger           | Mikhaylo Khalilov              |                |
| 2006                             | Jimmy Casper            | Cédric Hervé            | Jimmy Engoulvent               |                |
| 2007                             | Robert Hunter           | Janek Tombak            | Alessandro Proni               |                |
| 2008                             | Sébastien Chavanel      | Jean-Eudes Demaret      | Martin Elmiger                 |                |
| 2009                             | Lieuwe Westra           | Romain Feillu           | Jimmy Casper                   |                |
| 2010                             | Ben Swift               | Koldo Fernández         | Allan Davis                    |                |
| 2011                             | Romain Feillu           | Kenny De Haes           | Filippo Pozzato                |                |
| 2012                             | John Degenkolb          | Kenny van Hummel        | Leonardo Duque                 |                |
| 2013                             | Marcel Kittel           | Bryan Coquard           | Kenny van Hummel               |                |
| 2014                             | Arnaud Démare           | Ramon Sinkeldam         | Bryan Coquard                  |                |
| 2015                             | Kris Boeckmans          | Andrea Guardini         | Evaldas Šiškevičius            |                |
| 2016                             | Nacer Bouhanni          | Sondre Holst Enger      | Kenny Dehaes                   |                |